# Nowy Ikar (Biebl)
Nowy Ikar (Nový Ikaros) – poemat czeskiego poety i prozaika Konstantina Biebla, opublikowany w 1929. Utwór jest napisany w formie tak zwanego pásma, czyli wielowątkowego utworu lirycznego ukształtowanego na wzór Strefy Guillaume Apollinaire’a. Zalicza się do nurtu poetyzmu, czyli rodzimej czeskiej syntezy kierunków awangardowych. Nowy Ikar jest zazwyczaj uważany za największe dzieło Biebla i zarazem za jedno z najważniejszych dzieł poezji czeskiej międzywojnia. zastosowana w nim technika asocjacyjna, oparta na eksplorowaniu podświadomości, zapowiada w twórczości poety surrealizm. Poemat został napisany wierszem wolnym.
Poemat znalazł się z polskiej edycji poezji Konstantina Biebla w wyborze i przekładzie Adama Włodka.